# Rafe perineal
El rafe perineal es una línea visible o cresta de tejido en el cuerpo humano que se extiende desde el ano a través del perineo.
En los varones, este rafe continúa a través de la línea media del escroto (rafe escrotal) y hacia arriba a través de la línea media del pene (rafe peneano).
El rafe es el resultado de un fenómeno de desarrollo fetal mediante el cual el escroto (que es el desarrollo de los labios mayores en las mujeres) y el pene se forman en dos mitades y se unen.

## Véase también

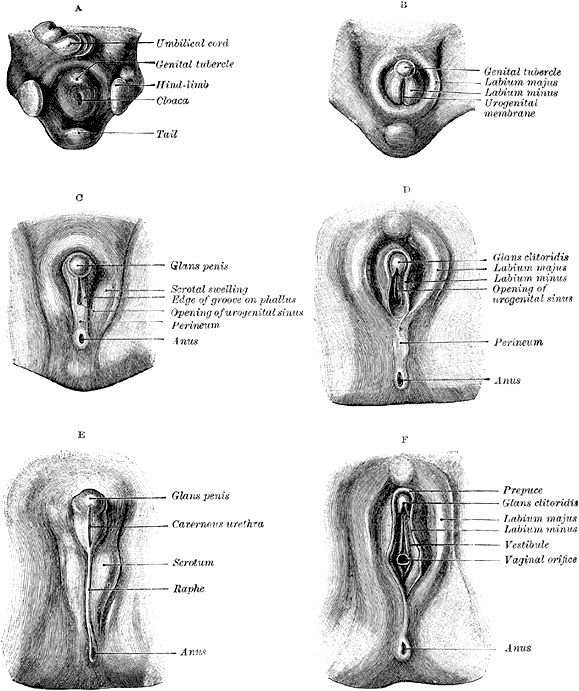
Etapas en el desarrollo de los órganos sexuales externos en el macho y la hembra.

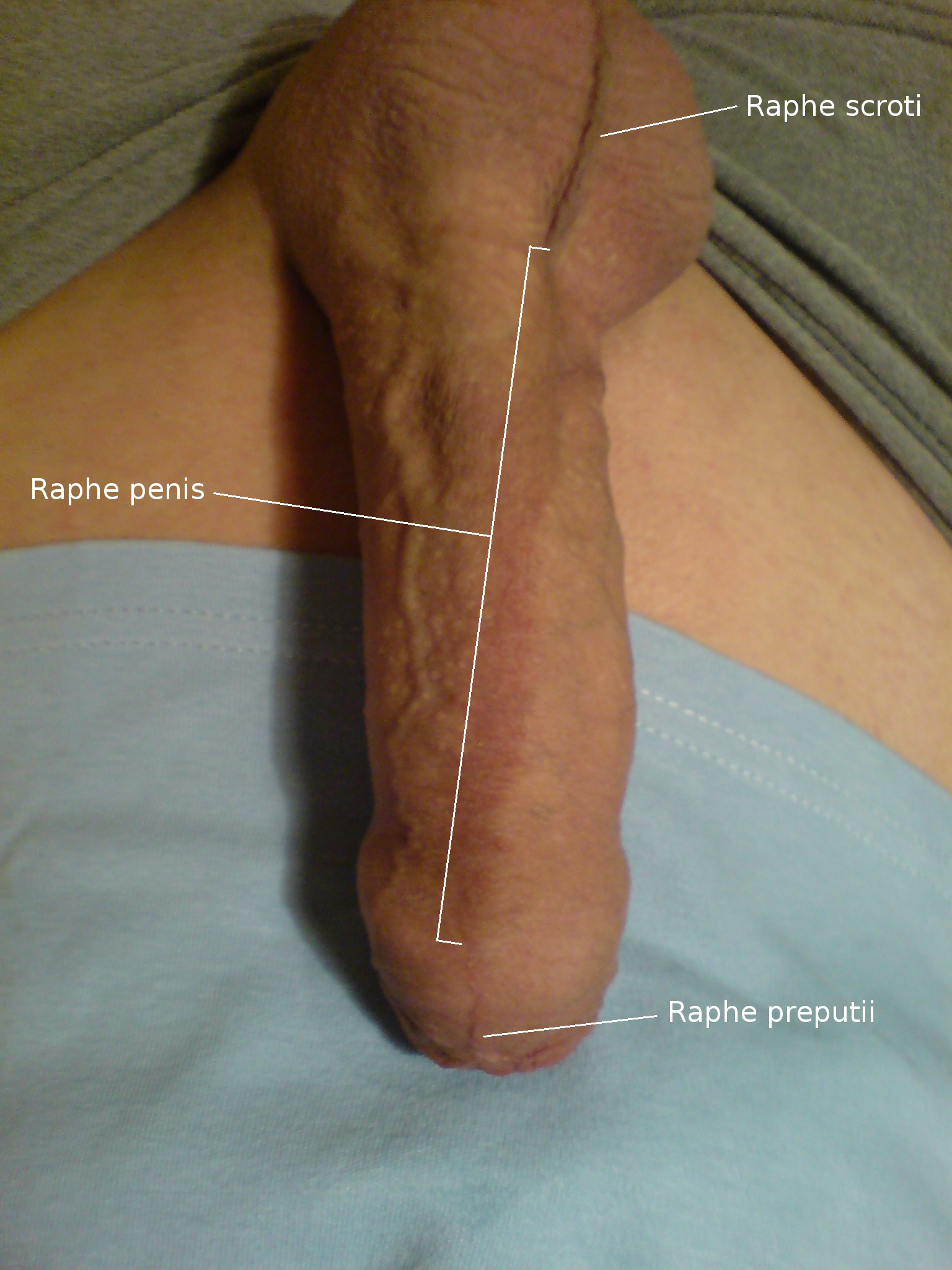
Vista del escroto y el pene de un hombre. Se puede apreciar el rafe escrotal (raphe scroti), el rafe peneano (raphe penis) y el rafe prepucial (raphe preputii).

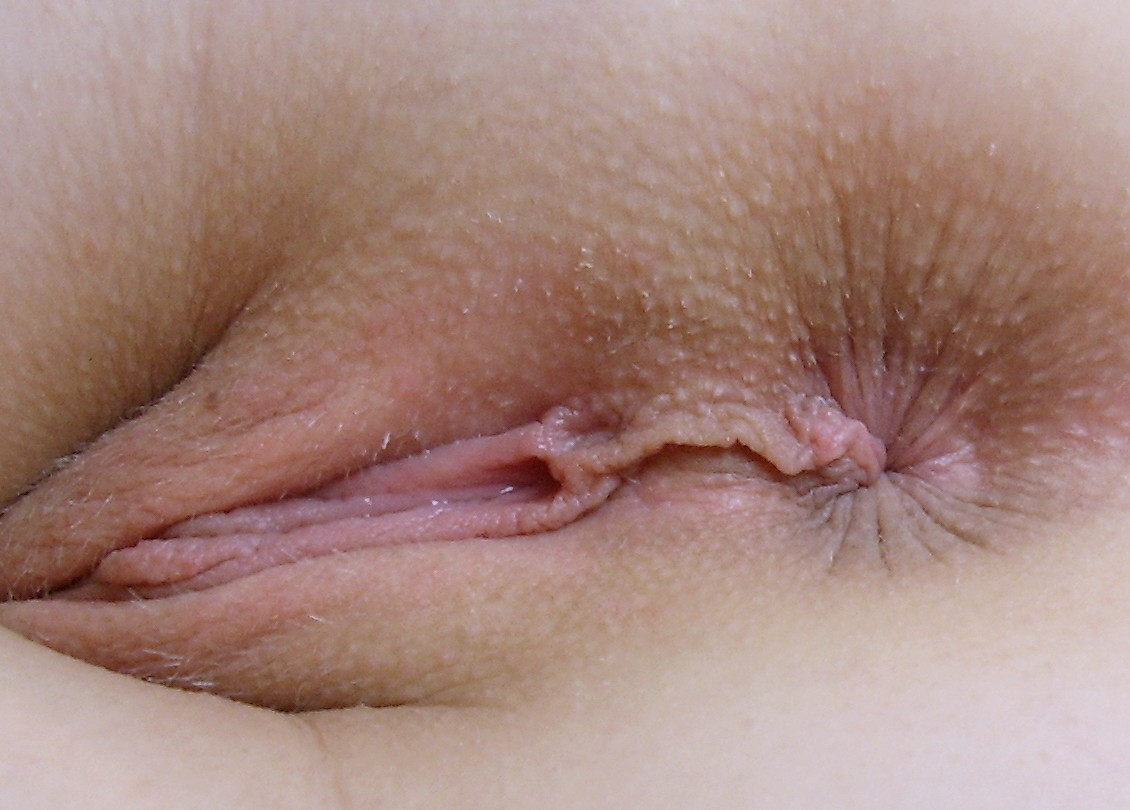
El rafe perineal de una mujer, entre los labios mayores (izquierda) y el ano (derecha).